# Pedal (música)

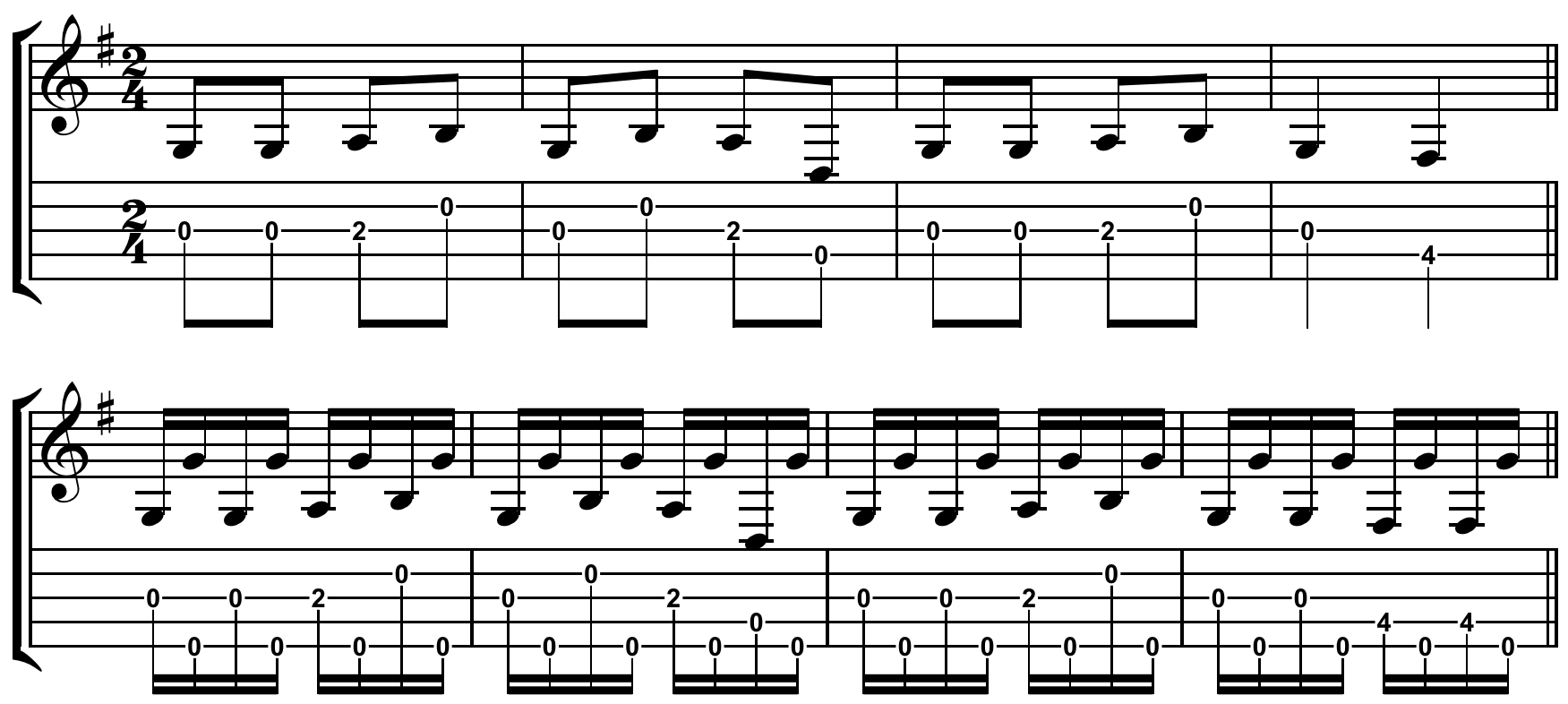
Melodía de "Yankee Doodle" sin y con notas de zumbido, interpretada en el banjo

En armonía, se llama pedal al sonido prolongado sobre el cual se suceden diferentes acordes. El pedal más habitual tiene lugar en el registro del bajo, aunque puede darse en otro registro vocal distinto. Habitualmente, el pedal es producido por la nota tónica o una quinta de la tonalidad en la que se está desarrollando el pedal, aunque en algunas ocasiones se puede realizar con otros intervalos.
Un pedal suele empezar con una armonía consonante en relación consigo mismo, por lo que el primer acorde suele contener la nota pedal; progresa hacia armonías menos consonante con él y finaliza sobre una armonía totalmente consonante.
Un pedal tiene tres fases: preparación, clímax y resolución. En la primera fase se debe establecer la nota que produce disonancia en función de la relación melodía-armonía y que dicha progresión de consonancia hacia disonancia sea fundamental, quinta, tercera, séptima y tensiones.
El clímax es el punto en el que la disonancia alcanza el grado máximo. La fase de resolución tiene lugar sobre una armonía en la que el pedal es la fundamental o la quinta del acorde.
La fase de preparación suele ser más larga que la de resolución, aunque puede haber excepciones. También puede diferir la construcción de estas fases.
En la música clásica del subcontinente indio se utiliza el pedal (en inglés: drone) como base durante el desarrollo de una actuación musical. El instrumento encargado de esta función es la tanpura, o bien el surpeti o shruti box, o la variante electrónica de este último.